# Liste des monuments de la Rome antique
Cette liste des monuments de la Rome antique recense les monuments les plus importants construits à Rome ou à proximité immédiate, depuis la fondation de la ville au milieu du VIIIe siècle av. J.-C. jusqu'au début du VIIe siècle.

## Liste de monuments
- Haut – A
- B
- C
- D
- E
- F
- G
- H
- I
- J
- K
- L
- M
- N
- O
- P
- Q
- R
- S
- T
- U
- V
- W
- X
- Y
- Z

### A
| Nom                                                                              | Type                              | Région                                                | Ordonné par                                   | Dates                       | Commentaires | Images |
| -------------------------------------------------------------------------------- | --------------------------------- | ----------------------------------------------------- | --------------------------------------------- | --------------------------- | --- | ------ |
| Aire d'Apollon Palatin Area Apollinis                                            | Aire sacrée                       | Regio X, Palatin                                      | Auguste                                       | 28 av. J.-C.                | |        |
| Aire capitoline Area Capitolina                                                  | Aire sacrée                       | Regio VIII, Capitolium                                | Monarchie romaine                             | Fin du VIe siècle av. J.-C. | |        |
| Aire du Figuier, de l'Olivier et de la Vigne Ficus, Olea, Vitis                  | Aire sacrée                       | Regio VIII, Forum Romain                              |                                               | Ve siècle av. J.-C.         | |        |
| Amphithéâtre Castrense Amphitheatrum Castrense                                   | Amphithéâtre                      | Regio V, Esquilin                                     | Héliogabale                                   | Entre 218 et 222 ap. J.-C.  | |        |
| Amphithéâtre de Caligula Amphitheatrum Caligulae                                 | Amphithéâtre                      | Regio IX, Champ de Mars                               | Caligula                                      | 40 ap. J.-C.                | |        |
| Amphithéâtre de Néron Amphitheatrum Neronis                                      | Amphithéâtre                      | Regio IX, Champ de Mars                               | Néron                                         | 57 ap. J.-C.                | |        |
| Amphithéâtre de Statilius Taurus Amphitheatrum Statilii Tauri                    | Amphithéâtre                      | Regio IX, Champ de Mars                               | T. Statilius Taurus                           | 29 av. J.-C.                | |        |
| Anaglyphes de Trajan Plutei Traiani                                              | Bas-relief                        | Regio VIII, Forum Romain                              | Trajan, Hadrien                               | Début du IIe siècle         | |        |
| Aqueduc de l'Anio Novus Aqua Anio Novus                                          | Aqueduc                           |                                                       | Caligula                                      | 38 à 52 ap. J.-C.           | |        |
| Aqueduc de l'Anio Vetus Aqua Anio Vetus                                          | Aqueduc                           |                                                       | M' Curius Dentatus, L. Papirius Cursor        | 272 à 269 av. J.-C.         | |        |
| Aqueduc de l'Aqua Alexandrina Aqua Alexandrina                                   | Aqueduc                           |                                                       | Sévère Alexandre                              | 226 ap. J.-C.               | Autre nom : Aqua Prestina |        |
| Aqueduc de l'Aqua Alsietina Aqua Alsietina                                       | Aqueduc                           |                                                       | Auguste                                       | 2 av. J.-C.                 | Autre nom : Aqua Augusta |        |
| Aqueduc de l'Aqua Appia Aqua Appia                                               | Aqueduc                           |                                                       | Ap. Claudius Caecus, C. Plautius Venox        | 312 av. J.-C.               | |        |
| Aqueduc de l'Aqua Claudia Aqua Claudia                                           | Aqueduc                           |                                                       | Caligula, Claude                              | 38 à 52 ap. J.-C.           | |        |
| Aqueduc de Néron Arcus Neroniani                                                 | Aqueduc                           |                                                       | Néron, Domitien                               | 60 à 90 ap. J.-C.           | Prolongement de l'aqueduc de l'Aqua Claudia |        |
| Aqueduc de l'Aqua Julia Aqua Iulia                                               | Aqueduc                           |                                                       | Agrippa                                       | 33 av. J.-C.                | canal de l'Aqua Marcia (140 av. J.-C.), avec la brique Aqua Julia (125 av. J.-C.) et les vestiges de l'Aqua Tepula (33 av. J.-C.) sur le dessus. |        |
| Aqueduc de l'Aqua Marcia Aqua Marcia                                             | Aqueduc                           |                                                       | Q. Marcius Rex                                | 144 à 140 av. J.-C.         | |        |
| Aqueduc de l'Aqua Tepula Aqua Tepula                                             | Aqueduc                           |                                                       | L. Cassius Longinus, Cn. Servilius Caepio     | 125 av. J.-C.               | Vestiges de l'Aqua Tepula au-dessus de l'Aqua Julia et de l'Aqua Marcia                                                                          |        |
| Aqueduc de l'Aqua Trajana Aqua Traiana                                           | Aqueduc                           |                                                       | Trajan                                        | 109 av. J.-C.               | Autre nom : Aqua Paola |        |
| Aqueduc de l'Aqua Virgo Aqua Virgo                                               | Aqueduc                           |                                                       | Agrippa                                       | 19 av. J.-C.                | |        |
| Arc d'Arcadius, Honorius et Théodose Arcus Arcadii Honorii et Theodosii          | Arc de triomphe                   | Regio IX, Champ de Mars                               | Sénat romain                                  | 405 ap. J.-C.               | |        |
| Arc de Gratien, Valentinien et Théodose Arcus Gratiani Valentiniani et Theodosii | Arc de triomphe                   | Regio IX, Champ de Mars                               | Gratien, Valentinien II, Théodose Ier         | Entre 379 et 383 ap. J.-C.  | |        |
| Arc d'Octave Arcus Octavii                                                       | Arc de triomphe                   | Regio X, Palatin                                      | Auguste                                       | 28 av. J.-C.                | Fait partie de l'Area Apollinis |        |
| Arc de Marc Aurèle Arcus Marcus Aurelii                                          | Arc de triomphe                   | Regio VIII, Entre le Forum Romain et le Champ de Mars | Marc Aurèle                                   | 176 ap. J.-C.               | |        |
| Arc de Constantin Arcus Constantini                                              | Arc de triomphe                   | Regio I, Velia                                        | Constantin                                    | 316 ap. J.-C.               | |        |
| Arc de Janus                                                                     | Arc de triomphe                   | Regio XI, Vélabre                                     | Constance II                                  | 356 ap. J.-C.               | |        |
| Arc de Néron Arcus Neronis                                                       | Arc de triomphe                   | Regio VIII, Capitole                                  | Néron                                         | Entre 58 et 62 ap. J.-C.    | |        |
| Arc de Dolabella et Silanus Arcus Dolabellae et Silani                           | Arc de triomphe                   | Regio II, Cælius                                      | P. Cornelius Dolabella, C. Junius Silanus     | 10 ap. J.-C.                | avec Acqua Claudia |        |
| Arc de Lentulus et Crispinus Arcus Lentuli et Crispini                           | Arc de triomphe                   | Regio XI, Entre le Vélabre et l'Aventin               | T. Quinctius Crispinus, L. Cornelius Lentulus | 2 ap. J.-C.                 | |        |
| Arc de la Piété Arcus Pietatis                                                   | Arc de triomphe                   | Regio IX, Champ de Mars                               |                                               | Après 29 av. J.-C.          | |        |
| Arc Nouveau Arcus Novus                                                          | Arc de triomphe                   | Regio VII, Champ de Mars                              | Dioclétien                                    | Entre 303 et 304            | Autre nom : Arc de Dioclétien |        |
| Arc de Septime Sévère                                                            | Arc de triomphe                   | Regio VIII, Forum Romain                              | Septime Sévère                                | 204 ap. J.-C.               | |        |
| Arc des Argentiers                                                               | Arc de triomphe                   | Regio XI, Vélabre                                     | Septime Sévère                                | 204 ap. J.-C.               | |        |
| Arc de Vespasien et Titus Arcus Titi                                             | Arc de triomphe                   | Regio XI, Circus Maximus                              |                                               | 81 ap. J.-C.                | Fait partie du Circus Maximus |        |
| Arc de Fabius Fornix Fabiorum                                                    | Arc de triomphe                   | Regio IV, Forum Romain                                | Q. Fabius Maximus                             | 121 av. J.-C.               | Autre nom : Fornix Fabianus |        |
| Arc de Germanicus Arcus Germanici                                                | Arc de triomphe                   | Regio VIII, Forums impériaux                          | Tibère                                        | 19 ap. J.-C.                | Fait partie du Forum d'Auguste |        |
| Arc de Scipion l'Africain Fornix Africani                                        | Arc de triomphe                   | Regio VIII, Capitole                                  | Scipion l'Africain                            | 190 av. J.-C.               | Autre nom : Arc des Scipions, Fornix des Scipions                                                                                                |        |
| Arc de Titus Arcus Titi                                                          | Arc de triomphe                   | Regio X, Palatin                                      | Domitien                                      | 81 ap. J.-C.                | |        |
| Arc de Tibère                                                                    | Arc de triomphe                   | Regio VIII, Forum Romain                              | Tibère                                        | 16 ap. J.-C.                | |        |
| Arc d'Auguste                                                                    | Arc de triomphe                   | Regio VIII, Forum Romain                              | Auguste                                       | 29 av. J.-C.                | Détruit en 19 av. J.-C. et remplacé par l'arc des Parthes                                                                                        |        |
| Arc des Parthes                                                                  | Arc de triomphe                   | Regio VIII, Forum Romain                              | Auguste                                       | 19 ap. J.-C.                | |        |
| Arc de Claude I                                                                  | Arc de triomphe                   | Regio IX, Champ de Mars                               | Claude                                        | 46 ap. J.-C.                | Fait partie de l'Aqua Virgo |        |
| Arc de Claude II                                                                 | Arc de triomphe                   | Regio IX, Champ de Mars                               | Claude                                        | Vers 52 ap. J.-C.           | Fait partie de l'Aqua Virgo |        |
| Arc de Claude III                                                                | Arc de triomphe                   | Regio IX, Champ de Mars                               | Claude                                        | Avant 41 ap. J.-C.          | |        |
| Arc de Drusus I Arcus Drusi                                                      | Arc de triomphe                   | Regio I, Via Appia                                    | Sénat romain                                  | 9 av. J.-C.                 | |        |
| Arc de Drusus II Arcus Drusi                                                     | Arc de triomphe                   | Regio VIII, Forum Romain                              |                                               | 23 ap. J.-C.                | |        |
| Arc de Drusus III Arcus Drusi                                                    | Arc de triomphe                   | Regio VIII, Forums impériaux                          | Tibère                                        | 19 ap. J.-C.                | Fait partie du Forum d'Auguste |        |
| Arc de Gallien Arcus Gallieni                                                    | Arc de triomphe                   | Regio V, Esquilin                                     | Auguste                                       | Ier siècle                  | Remplace la Porte Esquiline |        |
| Archives de Rome Tabularium                                                      | Bureau officiel des archives      | Regio VIII, Forum Romain                              | Q. Lutatius Catulus                           | 78 av. J.-C.                | |        |
| Armurerie du Colisée Amamentarium                                                | Armurerie                         | Regio II, Velia                                       |                                               | Après 80 ap. J.-C.          | Bâtiment annexe du Colisée |        |
| Atelier du Colisée Summum Choragium                                              | Atelier                           | Regio III, Oppius                                     |                                               | Après 80 ap. J.-C.          | Bâtiment annexe du Colisée |        |
| Atrium de la Liberté Atrium Libertatis                                           | Bureau des archives de la censure | Regio VIII, Forums impériaux                          |                                               | Avant 212 av. J.-C.         | |        |
| Auguratorium                                                                     | Autel                             | Regio X, Palatin                                      | Romulus                                       | Monarchie romaine           | Fait partie de l'Area Apollinis |        |
| Autel de Consus Ara Consi                                                        | Autel                             | Regio XI, Vallée de la Murcia                         | Romulus                                       | Monarchie romaine           | |        |
| Autel d'Hercule Invaincu Herculis Invicti Ara Maxima                             | Autel                             | Regio XI, Vélabre                                     |                                               | Après 495 av. J.-C.         | |        |
| Autel de Dis Pater Ara Ditis Patris et Proserpinae                               | Autel                             | Regio IX, Champ de Mars                               | Gens Valeria                                  | Monarchie romaine           | |        |
| Autel de Domitius Ahenobarbus                                                    | Bas-relief                        | Regio IX, Champ de Mars                               | Cn. Domitius Ahenobarbus                      | Vers 122 av. J.-C.          | |        |
| Autel de Juturne Ara Iuturnae                                                    | Autel                             | Regio VIII, Forum Romain                              |                                               | IIe siècle av. J.-C.        | Associé à la Fontaine de Juturne |        |
| Autel de la Paix Ara Pacis Augustae                                              | Autel                             | Regio IX, Champ de Mars                               | Auguste                                       | Entre 13 et 9 av. J.-C.     | |        |
| Autel de la Providence Ara Providentiae Augustae                                 | Autel                             | Regio IX, Champ de Mars                               | Tibère                                        | Vers 10 av. J.-C.           | |        |
| Autel de Saturne Ara Saturni                                                     | Autel                             | Regio VIII, Forum Romain                              | Monarchie romaine                             | VIe siècle av. J.-C.        | |        |

### B
| Nom                                                              | Type          | Région                         | Ordonné par                              | Dates                      | Commentaires                                                                    | Images |
| ---------------------------------------------------------------- | ------------- | ------------------------------ | ---------------------------------------- | -------------------------- | ------------------------------------------------------------------------------- | ------ |
| Bains de Pallacine Balnea Pallacinae                             | Bains publics | Regio IX, Champ de Mars        |                                          | Avant 81 av. J.-C.         |                                                                                 |        |
| Basilique émilienne Basilica Æmilia                              | Basilique     | Regio IV, Forum Romain         | M. Aemilius Lepidus, M. Fulvius Nobilior | 179 av. J.-C.              | Autres noms : Basilica Fulvia, Basilica Paulli                                  |        |
| Basilique Argentaria Basilica Argentaria                         | Basilique     | Regio VIII, Forums impériaux   | Trajan                                   | 113 ap. J.-C.              |                                                                                 |        |
| Basilique de Junius Bassus Basilica Iunii Bassi                  | Basilique     | Regio IV, Cispius              | Junius Annius Bassus                     | 331 ap. J.-C.              |                                                                                 |        |
| Basilique de Maxence et Constantin                               | Basilique     | Regio IV, Forum Romain         | Maxence, Constantin                      | Vers 310 ap. J.-C.         |                                                                                 |        |
| Basilique de Neptune Basilica Neptuni                            | Basilique     | Regio IX, Champ de Mars        | Agrippa                                  | 25 av. J.-C.               |                                                                                 |        |
| Basilique julienne Basilica Iulia                                | Basilique     | Regio VIII, Forum Romain       | Jules César, L. Aemilius Paullus         | De 54 à 46 av. J.-C.       | Autre nom : Basilique de Caius et Lucius                                        |        |
| Basilique Opimia Basilica Opimia                                 | Basilique     | Regio VIII, Forum Romain       | Lucius Opimius                           | 121 av. J.-C.              |                                                                                 |        |
| Basilique Porcia Basilica Porcia                                 | Basilique     | Regio VIII, Forum Romain       | Caton l'Ancien                           | 184 av. J.-C.              |                                                                                 |        |
| Basilique Sempronia Basilica Sempronia                           | Basilique     | Regio VIII, Forum Romain       | Ti. Sempronius Gracchus                  | 170 av. J.-C.              | Détruite et remplacée par la Basilica Iulia                                     |        |
| Basilique ulpienne Basilica Ulpia                                | Basilique     | Regio VIII, Forums impériaux   | Trajan                                   | 112 ap. J.-C.              | Fait partie du Forum de Trajan                                                  |        |
| Bassin de Servilius Lacus Servilius                              | Fontaine      | Regio VIII, Forum Romain       | Cn. Servilius Caepio                     | 125 av. J.-C.              |                                                                                 |        |
| Bibliothèque d'Apollon Palatin                                   | Bibliothèque  | Regio X, Palatin               | Auguste                                  | 28 av. J.-C.               | Fait partie de l'Area Apollinis Autre nom : Bibliothèque du Palatin             |        |
| Bibliothèque d'Asinius Pollion Bibliotheca Asini Pollionis       | Bibliothèque  | Regio VIII, Forums impériaux   | Asinius Pollion                          | 38 av. J.-C.               | Fait partie de l'Atrium Libertatis                                              |        |
| Bibliothèque des Thermes de Caracalla                            | Bibliothèque  | Regio XII, Plaine sub-aventine | Caracalla                                | 216 ap. J.-C.              | Fait partie des Thermes de Caracalla                                            |        |
| Bibliothèque du Capitole                                         | Bibliothèque  | Regio VIII, Capitole           | Hadrien                                  | Entre 120 et 130 ap. J.-C. | Autre nom : Athenæum                                                            |        |
| Bibliothèque du Panthéon                                         | Bibliothèque  | Regio IX, Champ de Mars        | Agrippa                                  | 27 av. J.-C.               | Fait partie de la Basilique de Neptune                                          |        |
| Bibliothèque du Portique d'Octavie Bibliotheca Porticus Octaviae | Bibliothèque  | Regio IX, Champ de Mars        | Octavie                                  | 23 av. J.-C.               | Fait partie du Portique d'Octavie                                               |        |
| Bibliothèque du Temple d'Auguste                                 | Bibliothèque  | Regio VIII, Vélabre            | Tibère                                   | 40 ap. J.-C.               | Autre nom : Bibliothèque nouvelle d'Auguste ou Bibliothèque du palais de Tibère |        |
| Bibliothèque du Temple de la Paix                                | Bibliothèque  | Regio IV, Forums impériaux     | Vespasien                                | Entre 71 et 75 ap. J.-C.   | Autre nom : Bibliothèque de Vespasien                                           |        |
| Bibliothèque Ulpia Bibliotheca Ulpia                             | Bibliothèque  | Regio VIII, Forums impériaux   | Trajan                                   | Entre 107 et 112 ap. J.-C. | Fait partie du Forum de Trajan                                                  |        |

### C
| Nom                                                                                           | Type                  | Région                        | Ordonné par               | Dates                                   | Commentaires                                         | Images |
| --------------------------------------------------------------------------------------------- | --------------------- | ----------------------------- | ------------------------- | --------------------------------------- | ---------------------------------------------------- | ------ |
| Caserne de la garde prétorienne Castra Praetoria                                              | Caserne               | Regio VI,                     | Tibère, Séjan             | 26 ap. J.-C.                            |                                                      |        |
| Caserne des cohortes urbaines Castra Urbana                                                   | Caserne               | Regio VII, Champ de Mars      | Aurélien                  | Entre 270 et 275 ap. J.-C.              |                                                      |        |
| Caserne des marins de Misène Castra Misenatium                                                | Caserne               | Regio III, Oppius             | Domitien                  | Vers 80 ou 90 ap. J.-C.                 |                                                      |        |
| Caserne des marins de Ravenne Castra Ravennatium                                              | Caserne               | Regio XIV, Trastevere         |                           | Début du Ier siècle                     |                                                      |        |
| Caserne des pérégrins Castra Peregrina                                                        | Caserne               | Regio II, Caelius             | Auguste                   | Fin du Ier siècle av. J.-C.             |                                                      |        |
| Casernes des vigiles Cohortium vigilum stationes                                              | Caserne               |                               | Auguste                   | Fin du Ier siècle av. J.-C.             | Sept casernes pour 14 régions                        |        |
| Première caserne de la garde des Equites Singulares Castra Priora Equitum Singularium         | Caserne               | Regio V, Esquilin             | Trajan                    | Entre 100 et 110 ap. J.-C.              |                                                      |        |
| Nouvelle caserne de la garde des Equites Singulares Castra Nova Severiana Equitum Singolarium | Caserne               | Regio II, Caelius             | Septime Sévère            | Entre 193 et 197 ap. J.-C.              |                                                      |        |
| Catacombes de Rome                                                                            | Catacombe             |                               | République romaine        | À partir du IIIe siècle av. J.-C.       |                                                      |        |
| Cirque de Caligula et de Néron                                                                | Cirque                | Regio XIV, Plaine vaticane    | Caligula                  | Vers 40 ap. J.-C.                       |                                                      |        |
| Cirque de Maxence                                                                             | Cirque                |                               | Maxence                   | 311 ap. J.-C.                           | Autre nom : Cirque de Caracalla ou Cirque de Romulus |        |
| Cirque de Varius Circus Varianus                                                              | Cirque                | Regio V, Sessorium            | Héliogabale               | Vers 220 ap. J.-C.                      |                                                      |        |
| Cirque Flaminius Circus Flaminius                                                             | Cirque                | Regio IX, Champ de Mars       | C. Flaminius Nepos        | 221 av. J.-C.                           |                                                      |        |
| Cirque Maxime Circus Maximus                                                                  | Cirque                | Regio XI, Vallée de la Murcia | Tarquin l'Ancien          | Monarchie romaine                       | Autre nom : Grand Cirque                             |        |
| Colisée Amphitheatrum flavium                                                                 | Amphithéâtre          | Regio III, Velia              | Vespasien, Titus          | De 72 à 80 ap. J.-C.                    | Autre nom : Colosseum                                |        |
| Columbarium de Pomponius Hylas                                                                | Colombarium           | Regio XII, Via Latina         |                           | Entre 14 et 54 ap. J.-C.                |                                                      |        |
| Colonne d'Antonin le Pieux                                                                    | Colonne commémorative | Regio IX, Champ de Mars       | Marc Aurèle, Lucius Verus | 161 ap. J.-C.                           |                                                      |        |
| Colonne de Maenius                                                                            | Colonne commémorative | Regio VIII, Forum Romain      | Caius Maenius             | 338 av. J.-C.                           | Fait partie du Comitium                              |        |
| Colonne de Marc Aurèle                                                                        | Colonne commémorative | Regio IX, Champ de Mars       | Marc Aurèle               | Entre 176 et 192 ap. J.-C.              |                                                      |        |
| Colonne de Phocas                                                                             | Colonne commémorative | Regio VIII, Forum Romain      | Smaragde                  | 608 ap. J.-C.                           |                                                      |        |
| Colonne Trajane Columna Traiani                                                               | Colonne commémorative | Regio VIII, Forums impériaux  | Trajan                    | 113 ap. J.-C.                           | Fait partie du Forum de Trajan                       |        |
| Colonne rostrale d'Aemilius Paullus Columna Rostrata Aemilii Paulli                           | Colonne rostrale      | Regio VIII, Capitole          | Sénat romain              | Vers 255 av. J.-C.                      |                                                      |        |
| Colonne rostrale d'Auguste Columna Rostrata Augusti                                           | Colonne rostrale      | Regio VIII, Forum Romain      | Auguste                   | Après 36 av. J.-C.                      |                                                      |        |
| Colonnes rostrales de Duilius                                                                 | Colonne rostrale      | Regio VIII, Forum Romain      | C. Duilius Nepos          | Après 260 av. J.-C.                     | Fait partie du Comitium                              |        |
| Colosse de Constantin                                                                         | Statue colossale      | Regio IV, Forum Romain        | Constantin                | Entre 312 et 315 ap. J.-C.              |                                                      |        |
| Colosse de Néron                                                                              | Statue colossale      | Regio IV, Velia               | Néron                     | Vers 64 ap. J.-C.                       |                                                      |        |
| Comitium                                                                                      | Tribunal              | Regio VIII, Forum Romain      | Monarchie romaine         | Fin du VIIe siècle av. J.-C.            |                                                      |        |
| Curie Ancienne Curia Veteres                                                                  | Curie                 | Regio X, Palatin              |                           | Monarchie romaine                       |                                                      |        |
| Curie Cornelia Curia Cornelia                                                                 | Curie                 | Regio VIII, Forum Romain      | Faustus Cornelius Sulla   | 52 av. J.-C.                            | Fait partie du Comitium, remplace la Curie Hostilia  |        |
| Curie de Pompée                                                                               | Curie                 | Regio IX, Champ de Mars       | Pompée                    | Vers 50 av. J.-C.                       |                                                      |        |
| Curie Hostilia Curia Hostilia                                                                 | Curie                 | Regio VIII, Forum Romain      | Tullus Hostilius          | Vers le milieu du VIIe siècle av. J.-C. |                                                      |        |
| Curie Julia Curia Iulia                                                                       | Curie                 | Regio VIII, Forum Romain      | Jules César               | 29 av. J.-C.                            |                                                      |        |
| Curie Nouvelle Curia Novae                                                                    | Curie                 | Regio II, Caelius             |                           | République romaine                      |                                                      |        |
| Curie d'Octavie Curia Octaviae                                                                | Curie                 | Regio IX, Champ de Mars       | Octavie                   | 23 av. J.-C.                            | Fait partie du Portique d'Octavie                    |        |

### D
| Nom          | Type           | Région                  | Ordonné par      | Dates       | Commentaires | Images |
| ------------ | -------------- | ----------------------- | ---------------- | ----------- | ------------ | ------ |
| Diribitorium | Édifice public | Regio IX, Champ de Mars | Agrippa, Auguste | 7 av. J.-C. |              |        |

### E
| Nom                                        | Type     | Région                   | Ordonné par         | Dates               | Commentaires                     | Images |
| ------------------------------------------ | -------- | ------------------------ | ------------------- | ------------------- | -------------------------------- | ------ |
| Édicule de Juturne Aedicula Iuturnae       | Édicule  | Regio VIII, Forum Romain | L. Aemilius Paullus | 164 av. J.-C.       | Associé à la Fontaine de Juturne |        |
| Édicule de la Concorde Aedicula Concordiae | Édicule  | Regio VIII, Forum Romain | Cn. Flavius         | 304 av. J.-C.       |                                  |        |
| Escalier des Gémonies Scalae Gemoniae      | Escalier | Regio VIII, Forum Romain |                     | Début du Ier siècle |                                  |        |

### F
| Nom                                         | Type     | Région                                    | Ordonné par     | Dates                           | Commentaires                                 | Images |
| ------------------------------------------- | -------- | ----------------------------------------- | --------------- | ------------------------------- | -------------------------------------------- | ------ |
| Fontaine de Juturne Lacus Iuturnae          | Fontaine | Regio VIII, Forum Romain                  |                 | Après 495 av. J.-C.             |                                              |        |
| Forum Boarium                               | Forum    | Regio XI, Vélabre                         |                 | VIIe siècle av. J.-C.           |                                              |        |
| Forum d'Auguste                             | Forum    | Regio VIII, Forums impériaux              | Auguste         | 42 av. J.-C.                    |                                              |        |
| Forum de César                              | Forum    | Regio VIII, Forums impériaux              | Jules César     | 54 av. J.-C.                    |                                              |        |
| Forum Holitorium                            | Forum    | Regio IX, Sud du Champ de Mars            |                 | À partir du Ve siècle av. J.-C. |                                              |        |
| Forum de la Paix                            | Forum    | Regio IV, Forums impériaux                | Vespasien       | 71 ap. J.-C.                    |                                              |        |
| Forum Piscarium Forum Piscarium/Piscatorium | Forum    | Regio VIII, Entre Voie Sacrée et Argilète |                 | À partir du Ve siècle av. J.-C. |                                              |        |
| Forum de Nerva Transitorium                 | Forum    | Regio IV, Forums impériaux                | Domitien, Nerva | 96 ap. J.-C.                    | Autre nom : forum transitorium, Forum Nervae |        |
| Forum Romain Forum romanum                  | Forum    | Regio VIII, Forums impériaux              |                 | Monarchie romaine               |                                              |        |
| Forum Suarium                               | Forum    | Regio IX, Champ de Mars                   |                 | Vers 200 ap. J.-C.              |                                              |        |

### G
| Nom                               | Type       | Région                                                | Ordonné par      | Dates                                    | Commentaires            | Images |
| --------------------------------- | ---------- | ----------------------------------------------------- | ---------------- | ---------------------------------------- | ----------------------- | ------ |
| Graecostasis                      | Plateforme | Regio VIII, Forum Romain                              |                  | Entre le IVe et le IIIe siècle av. J.-C. | Fait partie du Comitium |        |
| Grand égout de Rome Cloaca Maxima | Égout      | Regio VIII, Forums impériaux, Forum Romain et Vélabre | Tarquin l'Ancien | Début du VIe siècle av. J.-C.            |                         |        |

### H
| Nom                          | Type           | Région                  | Ordonné par | Dates             | Commentaires               | Images |
| ---------------------------- | -------------- | ----------------------- | ----------- | ----------------- | -------------------------- | ------ |
| Horologium d'Auguste         | Cadran solaire | Regio IX, Champ de Mars | Auguste     | 10 av. J.-C.      |                            |        |
| Hôpital du Colisée Saniarium | Hôpital        | Regio II, Velia         | Domitien    | Vers 80 ap. J.-C. | Bâtiment annexe du Colisée |        |

### J
| Nom                                   | Type   | Région              | Ordonné par           | Dates             | Commentaires                                                   | Images |
| ------------------------------------- | ------ | ------------------- | --------------------- | ----------------- | -------------------------------------------------------------- | ------ |
| Jardins d'Agrippine                   | Jardin |                     |                       | ?                 |                                                                |        |
| Jardins de César                      | Jardin |                     |                       | Vers 60 ap. J.-C. | Regroupement des Jardins de Domitia et des Jardins d'Agrippine |        |
| Jardins de Domitia                    | Jardin |                     |                       | ?                 | Intégrés dans les Jardins de César                             |        |
| Jardins de Lamia Horti Lamiani        | Jardin | Regio V, Esquilin   |                       | 3 ap. J.-C.       |                                                                |        |
| Jardins de Lollia Paulina             | Jardin |                     |                       | ?                 |                                                                |        |
| Jardins de Lucullus                   | Jardin | Regio VI, Pincio    |                       | Vers 60 ap. J.-C. |                                                                |        |
| Jardins de Mécène Horti Maecenatiani  | Jardin | Regio III, Esquilin | Mécène                | Vers 35 av. J.-C. |                                                                |        |
| Jardins de Pompée                     | Jardin |                     |                       | ?                 |                                                                |        |
| Jardins de Salluste Horti Sallustiani | Jardin | Regio VI, Pincio    | Jules César, Salluste | Vers 50 av. J.-C. |                                                                |        |
| Jardins de Tauriani Horti Tauriani    | Jardin |                     |                       | ?                 |                                                                |        |
| Jardins des Acilii Horti Aciliorum    | Jardin |                     |                       | ?                 |                                                                |        |
| Jardins des Anicii                    | Jardin |                     |                       | ?                 |                                                                |        |

### L
| Nom             | Type                 | Région                   | Ordonné par | Dates                   | Commentaires | Images |
| --------------- | -------------------- | ------------------------ | ----------- | ----------------------- | ------------ | ------ |
| Lacus Curtius   | Aire sacrée          | Regio VIII, Forum Romain |             | 445 av. J.-C.           |              |        |
| Lapis Niger     | Autel                | Regio VIII, Forum Romain |             | Monarchie romaine       |              |        |
| Ludus Dacicus   | École de gladiateurs | Regio II,                |             | Début du IIe siècle (?) |              |        |
| Ludus Gallicus  | École de gladiateurs | Regio II,                |             | Début du IIe siècle (?) |              |        |
| Ludus Magnus    | École de gladiateurs | Regio III, Velia         |             | Fin du Ier siècle       |              |        |
| Ludus Matutinus | École de gladiateurs | Regio II,                |             | Début du IIe siècle (?) |              |        |

### M
| Nom                                   | Type                                   | Région                       | Ordonné par                              | Dates                        | Commentaires                       | Images |
| ------------------------------------- | -------------------------------------- | ---------------------------- | ---------------------------------------- | ---------------------------- | ---------------------------------- | ------ |
| Maison d'Auguste Domus Augusti        | Domus                                  | Regio X, Palatin             | Auguste                                  | 36 av. J.-C.                 |                                    |        |
| Maison de Livie Domus Liviae          | Domus                                  | Regio X, Palatin             | Auguste                                  | Après 36 av. J.-C.           | Fait partie de la Maison d'Auguste |        |
| Maison dorée Domus Aurea              | Domus                                  | Regio III,                   | Néron                                    | Après 64 ap. J.-C.           |                                    |        |
| Maison des vestales Atrium vestae     | Résidence des vestales                 | Regio VIII, Forum Romain     |                                          | Fin de la monarchie romaine  |                                    |        |
| Maison du Peuple Villa Publica        | Bureau des censeurs                    | Regio IX, Champ de Mars      | C. Furius Pacilus, M. Geganius Macerinus | 435 av. J.-C.                |                                    |        |
| Maisons romaines du Caelius           | Groupe de maisons de luxe et d'insulae |                              |                                          | Entre [[]] et [[]] ap. J.-C. |                                    |        |
| Marchés de Trajan Macellum Traiani    | Complexe administratif                 | Regio VIII, Forums impériaux | Trajan                                   | Entre 109 et 113 ap. J.-C.   |                                    |        |
| Mausolée d'Auguste Mausoleum Augusti  | Mausolée                               | Regio IX, Champ de Mars      | Auguste                                  | Après 29 av. J.-C.           |                                    |        |
| Mausolée d'Hadrien Mausoleum Hadriani | Mausolée                               | Regio XIV, Plaine vaticane   | Hadrien                                  | Entre 130 et 138 ap. J.-C.   |                                    |        |
| Mausolée de Maxence                   | Mausolée                               |                              | Maxence                                  | Vers 300 ap. J.-C.           |                                    |        |
| Mausolée des Plautii                  | Mausolée                               |                              |                                          | Ier siècle av. J.-C.         |                                    |        |
| Meta Romuli mēta Rōmulī               | Mausolée                               | Regio XIV, Janicule          |                                          | Ier siècle av. J.-C.         |                                    |        |
| Meta Sudans                           | Fontaine                               | Regio IV, Voie triomphale    | Titus                                    | Vers 80 ap. J.-C.            |                                    |        |
| Milliaire d'or Milliarium aureum      | Colonne                                | Regio VIII, Forum Romain     | Auguste                                  | Fin du Ier siècle av. J.-C.  |                                    |        |
| Mithraeum du Circus Maximus           | Mithraeum                              | Regio XI, Forum Boarium      |                                          | IIe siècle                   |                                    |        |
| Morgue du Colisée Spoliarium          | Morgue                                 | Regio II, Velia              |                                          | Vers 80 ap. J.-C.            | Bâtiment annexe du Colisée         |        |
| Mur d'Aurélien                        | Fortification                          |                              | Aurélien                                 | De 271 à 282 ap. J.-C.       |                                    |        |
| Mur Servien Murus Servii Tulii        | Fortification                          |                              |                                          | VIe siècle av. J.-C.         |                                    |        |

### N
| Nom                                              | Type      | Région                   | Ordonné par      | Dates                 | Commentaires | Images |
| ------------------------------------------------ | --------- | ------------------------ | ---------------- | --------------------- | ------------ | ------ |
| Naumachie d'Auguste                              | Naumachie | Regio XIV, Transtiberim  | Auguste          | Ier siècle av. J.-C.  |              |        |
| Nombril de la ville de Rome Umbilicus Urbis Romæ | Autel     | Regio VIII, Forum Romain |                  | VIIe siècle av. J.-C. |              |        |
| Nymphée d'Alexandre Nymphaeum Alexandri          | Nymphée   | Regio V, Esquilin        | Sévère Alexandre | 226 apr. J.-C.        |              |        |

### O
| Nom                                  | Type      | Région                     | Ordonné par  | Dates                | Commentaires                                      | Images |
| ------------------------------------ | --------- | -------------------------- | ------------ | -------------------- | ------------------------------------------------- | ------ |
| Obélisque de l'Esquilin              | Obélisque | Regio IX, Champ de Mars    | Domitien     | Fin du Ier siècle    | Les informations concernent l'installation à Rome |        |
| Obélisque de la piazza del Popolo    | Obélisque | Regio XI, Circus Maximus   | Auguste      | 10 av. J.-C.         | Les informations concernent l'installation à Rome |        |
| Obélisque de la piazza della Minerva | Obélisque | Regio IX, Champ de Mars    | Domitien     | Fin du Ier siècle    | Les informations concernent l'installation à Rome |        |
| Obélisque de la piazza Navona        | Obélisque | Regio IX, Champ de Mars    | Domitien     | Fin du Ier siècle    | Les informations concernent l'installation à Rome |        |
| Obélisque de la Trinité-des-Monts    | Obélisque | Regio IX, Champ de Mars    |              | Milieu du Ier siècle | Les informations concernent l'installation à Rome |        |
| Obélisque de la villa Celimontana    | Obélisque |                            |              | Fin du Ier siècle    | Les informations concernent l'installation à Rome |        |
| Obélisque des thermes de Dioclétien  | Obélisque | Regio VI, Quirinal         |              | Fin du Ier siècle    | Les informations concernent l'installation à Rome |        |
| Obélisque du Latran                  | Obélisque | Regio XI, Circus Maximus   | Constance II | 357 ap. J.-C.        | Les informations concernent l'installation à Rome |        |
| Obélisque du Montecitorio            | Obélisque | Regio XI, Circus Maximus   | Auguste      | 10 av. J.-C.         | Les informations concernent l'installation à Rome |        |
| Obélisque du Panthéon                | Obélisque | Regio IX, Champ de Mars    | Domitien     | Fin du Ier siècle    | Les informations concernent l'installation à Rome |        |
| Obélisque du Pincio                  | Obélisque | Regio V, Circus Varianus   | Hadrien      | Vers 130 ap. J.-C.   | Les informations concernent l'installation à Rome |        |
| Obélisque du Quirinal                | Obélisque | Regio IX, Champ de Mars    | Domitien     | Fin du Ier siècle    | Les informations concernent l'installation à Rome |        |
| Obélisque du Vatican                 | Obélisque | Regio XIV, Cirque de Néron |              | Milieu du Ier siècle | Les informations concernent l'installation à Rome |        |
| Odéon de Domitien                    | Théâtre   | Regio IX, Champ de Mars    | Domitien     | Fin du Ier siècle    |                                                   |        |

### P
| Nom                                                       | Type            | Région                                       | Ordonné par                              | Dates                        | Commentaires                                                   | Images |
| --------------------------------------------------------- | --------------- | -------------------------------------------- | ---------------------------------------- | ---------------------------- | -------------------------------------------------------------- | ------ |
| Palais de Domitien Domus Augustana                        | Palais impérial | Regio X, Palatin                             | Domitien                                 | 92 ap. J.-C.                 |                                                                |        |
| Palais de Néron Domus Transitoria                         | Palais impérial | Regio X, Palatin                             | Néron                                    | Après 55 ap. J.-C.           |                                                                |        |
| Palais de Septime Sévère Domus Severiana                  | Palais impérial | Regio X, Palatin                             | Septime Sévère                           | 203 ap. J.-C.                |                                                                |        |
| Palais de Tibère Domus Tiberiana                          | Palais impérial | Regio X, Palatin                             | Tibère                                   | Après 14 ap. J.-C.           | Autre nom : Palais de Caligula                                 |        |
| Palais flavien Domus Flavia                               | Palais impérial | Regio X, Palatin                             | Domitien                                 | 92 ap. J.-C.                 | Fait partie du Palais de Domitien                              |        |
| Panthéon d'Agrippa Pantheon                               | Temple          | Regio IX, Champ de Mars                      | Agrippa                                  | 27 av. J.-C.                 |                                                                |        |
| Panthéon d'Hadrien Pantheon                               | Temple          | Regio IX, Champ de Mars                      | Hadrien                                  | 125 ap. J.-C.                |                                                                |        |
| Pont Aelius Pons Aelius                                   | Pont            | Regio XIV,                                   | Hadrien                                  | 134 ap. J.-C.                |                                                                |        |
| Pont Aemilius Pons Aemilius                               | Pont            | Regio XI, Vélabre                            |                                          | 241 av. J.-C.                |                                                                |        |
| Pont Cestius Pons Cestius                                 | Pont            | Regio IX,                                    | Caius Cestius                            | 60 av. J.-C.                 |                                                                |        |
| Pont d'Agrippa                                            | Pont            |                                              | Agrippa                                  | 12 av. J.-C.                 |                                                                |        |
| Pont d'Antonin                                            | Pont            |                                              | Antonin le Pieux                         | 147 ap. J.-C.                | Reconstruction du Pont d'Agrippa Autre nom : Pons Valentiniani |        |
| Pont de Néron                                             | Pont            |                                              | Néron                                    | Vers 60 ap. J.-C.            |                                                                |        |
| Pont de Probus                                            | Pont            |                                              | Probus                                   | Vers 280 ap. J.-C.           |                                                                |        |
| Pont Fabricius Pons Fabricius                             | Pont            | Regio IX, Île Tibérine                       | Lucius Fabricius                         | 62 av. J.-C.                 |                                                                |        |
| Pont Milvius Pons Milvius                                 | Pont            |                                              | C. Claudius Nero                         | 206 av. J.-C.                |                                                                |        |
| Pont Sublicius Pons Sublicius                             | Pont            | Regio XIII, Aventin                          | Ancus Marcius                            | Vers 630 av. J.-C.           |                                                                |        |
| Port d'Ostie Ostia                                        | Port            |                                              |                                          | Après 335 av. J.-C.          |                                                                |        |
| Port de Claude Portus Claudii                             | Port            |                                              | Claude                                   | De 42 à 54 ap. J.-C.         |                                                                |        |
| Port de Trajan Portus Traiani                             | Port            |                                              | Trajan                                   | De 100 à 112 ap. J.-C.       |                                                                |        |
| Port fluvial de Rome Emporium                             | Port            | Regio XIII, Aventin                          | L. Aemilius Lepidus, L. Aemilius Paullus | À partir de 193 av. J.-C.    |                                                                |        |
| Port fluvial militaire inférieur Navalia inferiora        | Port            | Regio XI, Vélabre                            |                                          | ?                            |                                                                |        |
| Port fluvial militaire supérieur Navalia superiora        | Port            | Regio IX, Champ de Mars                      |                                          | Après 338 av. J.-C.          |                                                                |        |
| Porte Saint Sébastien Porta Appia                         | Porte           | Regio XII, Via Appia                         | Drusus                                   | 9 av. J.-C.                  | Porte de l'enceinte d'Aurélien                                 |        |
| Porte Asinaria Porta Asinaria                             | Porte           | Regio V, Esquilin                            | Aurélien                                 | Entre 270 et 273 ap. J.-C.   | Porte de l'enceinte d'Aurélien                                 |        |
| Porte Ardeatina Porta Ardeatina                           | Porte           | Regio XII, Plaine sub-aventine               | Aurélien                                 | Vers 280 ap. J.-C.           | Porte de l'enceinte d'Aurélien                                 |        |
| Porte San Pancrazio Porta Aurelia                         | Porte           | Regio XIV, Janicule, Via Aurelia             | Aurélien                                 | Entre 271 et 275 ap. J.-C.   | Porte de l'enceinte d'Aurélien                                 |        |
| Porte du peuple Porta Flaminia                            | Porte           | Regio IX, Champ de Mars                      | Aurélien                                 | Entre 271 et 275 ap. J.-C.   | Porte de l'enceinte d'Aurélien                                 |        |
| Porta Latine Porta Latina                                 | Porte           | Regio XII, Plaine sub-aventine               | Flavius Honorius                         | Entre 401 et 403 ap. J.-C.   | Porte de l'enceinte d'Aurélien                                 |        |
| Porte Majeure Porta Praenestina-Labicana                  | Porte           | Regio V, Sessorium                           | Claude                                   | 52 ap. J.-C.                 | Porte de l'enceinte d'Aurélien                                 |        |
| Porte Metronia                                            | Porte           | Regio II,                                    | Aurélien                                 | 270 ap. J.-C.                | Porte de l'enceinte d'Aurélien                                 |        |
| Porte Nomentana                                           | Porte           | Regio VI, Via Nomentana                      | Aurélien                                 | Entre 270 et 273 ap. J.-C.   | Porte de l'enceinte d'Aurélien                                 |        |
| Porte Ostienne Porta Ostiensis                            | Porte           | Regio XIII, Via Ostiense                     | Maxence, Flavius Honorius                | IVe siècle                   | Porte de l'enceinte d'Aurélien                                 |        |
| Porte Pinciana                                            | Porte           | Regio VII, Via Pinciana                      | Flavius Honorius                         | 403 ap. J.-C.                | Porte de l'enceinte d'Aurélien                                 |        |
| Porte du Port Porta Portuensis                            | Porte           | Regio XIII, Emporium                         | Aurélien                                 | Entre 271 et 275 ap. J.-C.   | Porte de l'enceinte d'Aurélien                                 |        |
| Porte prétorienne Porta Praetoriana                       | Porte           | Regio VI, Caserne de la Garde prétorienne    | Aurélien                                 | Entre 271 et 275 ap. J.-C.   | Porte de l'enceinte d'Aurélien                                 |        |
| Porte Salaria Porta Salaria                               | Porte           | Regio VI, Via Salaria                        | Aurélien                                 | Entre 270 et 275 ap. J.-C.   | Porte de l'enceinte d'Aurélien                                 |        |
| Porte Tiburtine Porta Tiburtina                           | Porte           | Regio V, Via Tiburtina                       | Auguste                                  | 5 av. J.-C.                  | Porte de l'enceinte d'Aurélien                                 |        |
| Porte Caelimontane                                        | Porte           | Regio II, Caelius                            | Sénat romain                             | IVe siècle av. J.-C.         | Porte de l'enceinte servienne                                  |        |
| Porte Capène Porta Capena                                 | Porte           | Regio I, Via Appia                           | Sénat romain                             | IVe siècle av. J.-C.         | Porte de l'enceinte servienne                                  |        |
| Porte Carmentale Porta Carmentalis                        | Porte           | Regio IX, Vélabre                            |                                          | IVe siècle av. J.-C.         | Porte de l'enceinte servienne                                  |        |
| Porte Colline Porta Collina                               | Porte           | Regio VI, Quirinal                           |                                          | IVe siècle av. J.-C.         | Porte de l'enceinte servienne                                  |        |
| Porte Esquiline Porta Esquilina                           | Porte           | Regio III, Esquilin                          | Sénat romain                             | IVe siècle av. J.-C.         | Porte de l'enceinte servienne                                  |        |
| Porte Flumentana Porta Flumentana                         | Porte           | Regio XI, Vélabre                            |                                          | IVe siècle av. J.-C.         | Porte de l'enceinte servienne                                  |        |
| Porte Fontinale Porta Fontinalis                          | Porte           | Regio VIII, Entre le Capitole et le Quirinal |                                          | IVe siècle av. J.-C.         | Porte de l'enceinte servienne                                  |        |
| Porte Lavernale Porta Lavernalis                          | Porte           | Regio XIII, Aventin                          |                                          | IVe siècle av. J.-C.         | Porte de l'enceinte servienne                                  |        |
| Porte Naevia Porta Naevia                                 | Porte           | Regio XII, Aventin                           |                                          | IVe siècle av. J.-C.         | Porte de l'enceinte servienne                                  |        |
| Porte Querquétulane Porta Querquetulana                   | Porte           | Regio II, Caelius                            |                                          | IVe siècle av. J.-C.         | Porte de l'enceinte servienne                                  |        |
| Porte Quirinale Porta Quirinalis                          | Porte           | Regio VI, Quirinal                           |                                          | IVe siècle av. J.-C.         | Porte de l'enceinte servienne                                  |        |
| Porte Raudusculane Porta Raudusculana                     | Porte           | Regio XIII, Aventin                          |                                          | IVe siècle av. J.-C.         | Porte de l'enceinte servienne                                  |        |
| Porte Salutaris Porta Salutaris                           | Porte           | Regio VI, Quirinal                           |                                          | IVe siècle av. J.-C.         | Porte de l'enceinte servienne                                  |        |
| Porte Sanqualis Porta Sanqualis                           | Porte           | Regio VI, Quirinal                           |                                          | IVe siècle av. J.-C.         | Porte de l'enceinte servienne                                  |        |
| Porte Trigémine Porta Trigemina                           | Porte           | Regio XI, Entre le Tibre et l'Aventin        |                                          | IVe siècle av. J.-C.         | Porte de l'enceinte servienne                                  |        |
| Porte Viminale Porta Viminalis                            | Porte           | Regio VI, Viminal                            |                                          | IVe siècle av. J.-C.         | Porte de l'enceinte servienne                                  |        |
| Portique Æmilius Porticus Æmilia                          | Portique        | Regio XIII, Aventin                          | L. Aemilius Lepidus, L. Aemilius Paullus | À partir de 193 av. J.-C.    |                                                                |        |
| Portique d'Octavie Porticus Octauiae                      | Portique        | Regio IX, Champ de Mars                      | Q. Caecilius Metellus, Auguste           | 146 puis 23 av. J.-C.        |                                                                |        |
| Portique des Cent colonnes Hecatostylum                   | Portique        | Regio IX, Champ de Mars                      |                                          | Fin du IIe siècle av. J.-C.  |                                                                |        |
| Portique julien Porticus Iulia                            | Portique        | Regio VIII,                                  |                                          | 12 ap. J.-C.                 |                                                                |        |
| Portique de Livie Porticu Liviae                          | Portique        | Regio III, Oppius                            | Livie, Auguste                           | Entre 15 et 7 av. J.-C.      |                                                                |        |
| Portique de Minucius Porticus Minucia                     | Portique        | Regio IX, Champ de Mars                      | M. Minucius Rufus                        | 107 av. J.-C.                |                                                                |        |
| Portique Vipsania                                         | Portique        | Regio VII, Champ de Mars                     | Agrippa                                  | 12 av. J.-C.                 |                                                                |        |
| Portique des Argonautes Porticus Argonautarum             | Portique        | Regio IX, Champ de Mars                      | Agrippa                                  | 25 av. J.-C.                 |                                                                |        |
| Portique des Danaïdes                                     | Portique        | Regio X, Palatin                             | Auguste                                  | 28 av. J.-C.                 | Fait partie de l'Area Apollinis                                |        |
| Portique des Dieux Conseillers Porticus deorum consentium | Portique        | Regio VIII, Forum Romain                     |                                          | IIIe ou IIe siècle av. J.-C. |                                                                |        |
| Portique du théâtre de Balbus Crypta Balbi                | Portique        | Regio IX, Champ de Mars                      | L. Cornelius Balbus                      | 13 av. J.-C.                 |                                                                |        |
| Prison Mamertine Tullianum                                | Prison          | Regio VIII, Forum Romain                     | Ancus Marcius                            | Fin du VIIe siècle av. J.-C. |                                                                |        |
| Putéal de Libo Puteal Scribonianum                        | Bidental        | Regio VIII, Forum Romain                     | L. Scribonius Libo                       | IIe siècle av. J.-C.         | Autre nom : Puteal Libonis                                     |        |
| Pyramide de Cestius Pyramis Caii Cestii                   | Mausolée        | Regio XIII,                                  | L. Pontius Mela                          | 12 av. J.-C.                 |                                                                |        |

### R
| Nom                                            | Type                  | Région                   | Ordonné par    | Dates                          | Commentaires                                      | Images |
| ---------------------------------------------- | --------------------- | ------------------------ | -------------- | ------------------------------ | ------------------------------------------------- | ------ |
| Regia                                          | Résidence royale      | Regio VIII, Forum Romain | Numa Pompilius | Début du VIIe siècle av. J.-C. |                                                   |        |
| Rostres de César divinisé Rostra ad Divi Iulii | Tribune aux harangues | Regio VIII, Forum Romain | Auguste        | 29 av. J.-C.                   | Autre nom : Rostres de Dioclétien                 |        |
| Rostres du temple des Dioscures                | Tribune aux harangues | Regio VIII, Forum Romain |                | Après 149 av. J.-C.            |                                                   |        |
| Rostres impériaux Rostra Augusti               | Tribune aux harangues | Regio VIII, Forum Romain | Jules César    | Après 44 av. J.-C.             |                                                   |        |
| Rostres républicains Rostra Vetera             | Tribune aux harangues | Regio VIII, Forum Romain | Caius Maenius  | Après 338 av. J.-C.            | Déplacés par César, deviennent les Rostra Augusti |        |

### S
| Nom                                                           | Type                   | Région                       | Ordonné par          | Dates                  | Commentaires                      | Images |
| ------------------------------------------------------------- | ---------------------- | ---------------------------- | -------------------- | ---------------------- | --------------------------------- | ------ |
| Sacellum de la Vénus Cloacina Sacella Cloacinae               | Autel                  | Regio IV, Forum Romain       | Romulus              | VIIIe siècle av. J.-C. |                                   |        |
| Saepta Julia Saepta Iulia                                     | Espace de vote, marché | Regio IX, Champ de Mars      | Jules César, Agrippa | 26 av. J.-C.           |                                   |        |
| Sanctuaire de Mephitis Lucus Mephitis                         | Sanctuaire, bois sacré | Regio V, Esquilin, Cispius   |                      | ?                      |                                   |        |
| Senaculum de la Curie Hostilia                                | Senaculum              | Regio VIII, Forum Romain     |                      | VIIe siècle av. J.-C.  |                                   |        |
| Senaculum du temple de Bellone Senaculum citra aedem Bellonae | Senaculum              | Regio IX, Champ de Mars      |                      | Après 296 av. J.-C.    |                                   |        |
| Senaculum de la Porte Capène Senaculum ad Portam Capenam      | Senaculum              | Regio I,                     |                      | Avant 215 av. J.-C.    |                                   |        |
| Senaculum du Capitole                                         | Senaculum              | Regio VIII, Capitole         |                      | Ve siècle av. J.-C.    |                                   |        |
| Septizodium                                                   | Nymphée                | Regio X, Palatin             | Septime Sévère       | 203 ap. J.-C.          |                                   |        |
| Stade de Domitien                                             | Stade                  | Regio IX, Champ de Mars      | Domitien             | Après 80 ap. J.-C.     |                                   |        |
| Stade du Palatin Stadium Palatium                             | Stade                  | Regio X, Palatin             | Domitien             | Après 92 ap. J.-C.     | Fait partie du Palais de Domitien |        |
| Statue équestre de Domitien                                   | Statue équestre        | Regio VIII, Forum Romain     | Domitien             | Fin du Ier siècle      |                                   |        |
| Statue équestre de Marc Aurèle                                | Statue équestre        | Regio VIII, Forums impériaux |                      | Fin du IIe siècle      |                                   |        |
| Statue équestre de Trajan                                     | Statue équestre        | Regio VIII, Forums impériaux |                      | Début du IIe siècle    |                                   |        |

### T
| Nom                                                                     | Type     | Région                                    | Ordonné par                                | Dates                            | Commentaires                                             | Images |
| ----------------------------------------------------------------------- | -------- | ----------------------------------------- | ------------------------------------------ | -------------------------------- | -------------------------------------------------------- | ------ |
| Temple d'Antonin et Faustine Templum Antonini et Faustinæ               | Temple   | Regio IV, Forum Romain                    | Antonin le Pieux                           | Après 141 ap. J.-C.              |                                                          |        |
| Temple d'Apollon Palatin Templum Apollinis                              | Temple   | Regio X, Palatin                          | Auguste                                    | Après 28 av. J.-C.               | Fait partie de l'Area Apollinis                          |        |
| Temple d'Apollon Sosianus                                               | Temple   | Regio IX, Champ de Mars                   | Sénat romain, Caius Sosius                 | 433 puis 34 av. J.-C.            |                                                          |        |
| Temple d'Auguste Templum divi Augusti                                   | Temple   | Regio VIII, Vélabre                       | Tibère, Livie                              | 14 ap. J.-C.                     | Autre nom : Templum Novum                                |        |
| Temple de Bellone Aedes Bellona                                         | Temple   | Regio IX, Champ de Mars                   | Ap. Claudius Caecus                        | 296 av. J.-C.                    |                                                          |        |
| Temple de Bona Dea Bona Dea Subsaxana Aedes                             | Temple   | Regio XII, Aventin                        |                                            | IIIe siècle av. J.-C.            |                                                          |        |
| Temple de Castor et Pollux in Circo Flaminio Aedes Castoris et Pollucis | Temple   | Regio IX, Champ de Mars, Cirque Flaminius |                                            | Entre 74 et 71 av. J.-C.         |                                                          |        |
| Temple de Cérès, Liber et Libera Aedes Cereris, Liberi et Liberae       | Temple   | Regio XIII, Aventin                       | A. Postumius Albus, Sp. Cassius Vecellinus | Entre 496 et 493 av. J.-C.       |                                                          |        |
| Temple de César Aedes Divi Iulii                                        | Temple   | Regio VIII, Forum Romain                  | Auguste                                    | Après 29 av. J.-C.               |                                                          |        |
| Temple des Chariots sacrés Aedes Tensarum                               | Temple   | Regio VIII, Capitolium                    |                                            | ?                                | Fait partie de l'Aire capitoline                         |        |
| Temple de la Concorde Aedes Concordiae Augustae                         | Temple   | Regio VIII, Forum Romain                  | Sénat romain, Tibère                       | Vers 121 av. J.-C.               | Reconstruit par Tibère entre 10 et 7 av. J.-C.           |        |
| Temple de la Concorde Aedes Concordia                                   | Temple   | Regio VIII, Arx                           | Lucius Manlius                             | Entre 218 et 216 av. J.-C.       |                                                          |        |
| Temple de la Concorde Aedes Concordia                                   | Temple   | Regio III, Oppius, Esquilin               | Auguste                                    | Entre 15 et 7 av. J.-C.          | Fait partie du portique de Livie.                        |        |
| Temple de Cybèle                                                        | Temple   | Regio X, Palatin                          |                                            | 204 av. J.-C.                    | Autre nom : Temple de Magna Mater                        |        |
| Temple de Diane Aventine Aedes Dianae Aventinae                         | Temple   | Regio XIII, Aventin                       | Servius Tullius                            | VIe siècle av. J.-C.             |                                                          |        |
| Temple du Divin Claude Templum Divi Claudi                              | Temple   | Regio I, Caelius                          |                                            | 54 ap. J.-C.                     |                                                          |        |
| Temple d'Esculape                                                       | Temple   | Regio IX, Île Tibérine                    |                                            | 291 av. J.-C.                    |                                                          |        |
| Temple de Feronia                                                       | Temple   | Regio IX, Champ de Mars                   |                                            | Après 217 av. J.-C.              | Fait partie de l'Aire sacrée du Largo di Torre Argentina |        |
| Temple de la Fortune Aedes Fortunae Huiusce Diei                        | Temple   | Regio IX, Champ de Mars                   | Q. Lutatius Catulus                        | 101 av. J.-C.                    | Fait partie de l'Aire sacrée du Largo di Torre Argentina |        |
| Temple de Fortuna                                                       | Temple   | Regio VIII, Vélabre                       |                                            | Milieu du VIe siècle av. J.-C.   | Fait partie de l'Aire de Sant'Omobono                    |        |
| Temple de Fortuna Primigenia                                            | Temple   | Regio VIII, Capitolium                    | Servius Tullius                            | Milieu du VIe siècle av. J.-C.   | Fait partie de l'Aire capitoline                         |        |
| Temple de la gens Flavia Templum Gentis Flauiae                         | Temple   | Regio VI, Quirinal                        | Domitien                                   | 95 ap. J.-C.                     |                                                          |        |
| Temple d'Hadrien                                                        | Temple   | Regio IX, Champ de Mars                   | Antonin le Pieux                           | 145 ap. J.-C.                    |                                                          |        |
| Temple d'Hercule Olivarius                                              | Temple   | Regio XI, Vélabre                         |                                            | Fin du IIe siècle av. J.-C.      |                                                          |        |
| Temple d'Isis Iseum                                                     | Temple   | Regio IX, Champ de Mars                   | Second triumvirat                          | 43 av. J.-C.                     |                                                          |        |
| Temple de Janus                                                         | Temple   | Regio VIII, Argilète, Forums impériaux    |                                            | VIIIe siècle av. J.-C.           |                                                          |        |
| Temple de Janus                                                         | Temple   | Regio IX, Sud du Champ de Mars            | Caius Duilius                              | 260 av. J.-C.                    | Fait partie du Forum Holitorium                          |        |
| Temple de Junon Lucina Aedes Iuno Lucina                                | Temple   | Regio V, Esquilin, Cispius                |                                            | 375 av. J.-C.                    |                                                          |        |
| Temple de Junon Moneta                                                  | Temple   | Regio VIII, Capitole                      |                                            | 244 av. J.-C.                    |                                                          |        |
| Temple de Junon Regina Aedes Iuno Regina                                | Temple   | Regio IX, Champ de Mars                   | M. Aemilius Lepidus                        | 179 av. J.-C.                    | Fait partie du Portique d'Octavie                        |        |
| Temple de Junon Sospita Aedes Iuno Sospita                              | Temple   | Regio IX, Sud du Champ de Mars            | C. Cornelius Cethegus                      | Entre 197 et 194 av. J.-C.       | Fait partie du Forum Holitorium                          |        |
| Temple de Jupiter Capitolin                                             | Temple   | Regio VIII, Capitole                      | Tarquin l'Ancien, Tarquin le Superbe       | Fin du VIe siècle av. J.-C.      |                                                          |        |
| Temple de Jupiter Férétrien                                             | Temple   | Regio VIII, Capitole                      | Romulus                                    | Milieu du VIIIe siècle av. J.-C. |                                                          |        |
| Temple de Jupiter Stator Aedes Iuppiter Stator                          | Temple   | Regio IV, Via Sacra                       | M. Atilius Regulus                         | 294 av. J.-C.                    |                                                          |        |
| Temple de Jupiter Stator Aedes Iovis Metellina                          | Temple   | Regio IX, Champ de Mars                   | Q. Caecilius Metellus                      | 146 av. J.-C.                    | Fait partie du Portique d'Octavie                        |        |
| Temple de Jupiter Tonnant                                               | Temple   | Regio VIII, Capitole                      | Auguste                                    | 22 av. J.-C.                     |                                                          |        |
| Temple de Juturne                                                       | Temple   | Regio IX, Champ de Mars                   | Q. Lutatius Catulus                        | 241 av. J.-C.                    | Fait partie de l'Aire sacrée du Largo di Torre Argentina |        |
| Temple de Mars                                                          | Temple   | Regio IX, Champ de Mars                   | D. Junius Brutus                           | Entre 135 et 132 av. J.-C.       |                                                          |        |
| Temple de Mars vengeur                                                  | Temple   | Regio VIII, Forums impériaux              | Auguste                                    | 2 av. J.-C.                      | Fait partie du Forum d'Auguste                           |        |
| Temple de Mater Matuta                                                  | Temple   | Regio VIII, Vélabre                       |                                            | Milieu du VIe siècle av. J.-C.   | Fait partie de l'Aire de Sant'Omobono                    |        |
| Temple de Matidia Templum Matidiæ                                       | Temple   | Regio IX, Champ de Mars                   | Hadrien                                    | Vers 119 ap. J.-C.               |                                                          |        |
| Temple de Mercure Templum Mercurii                                      | Temple   | Regio XIII, Aventin                       |                                            | 495 av. J.-C.                    |                                                          |        |
| Temple de Minerve                                                       | Temple   | Regio IV, Forums impériaux                | Domitien, Nerva                            | 98 ap. J.-C.                     | Fait partie du Forum de Nerva                            |        |
| Temple de Minerve Medica                                                | Temple   | Regio V, Esquilin                         | Licinius                                   | IVe siècle                       |                                                          |        |
| Temple de Neptune Aedes Neptuni                                         | Temple   | Regio IX, Champ de Mars, Circus Flaminius | Cn. Domitius Ahenobarbus                   | 122 av. J.-C.                    |                                                          |        |
| Temple de la Paix Templum Pacis                                         | Temple   | Regio IV, Forums impériaux                | Vespasien                                  | 75 ap. J.-C.                     | Fait partie du Forum de la Paix                          |        |
| Temple de Portunus                                                      | Temple   | Regio XI, Vélabre                         |                                            | Fin du Ier siècle                | Autre nom : Temple de la Fortune virile                  |        |
| Temple de Quirinus                                                      | Temple   | Regio VI, Quirinal                        |                                            | VIe siècle av. J.-C.             |                                                          |        |
| Temple de Romulus                                                       | Temple   | Regio IV, Forum Romain                    | Maxence                                    | Après 309 ap. J.-C.              |                                                          |        |
| Temple de Salus                                                         | Temple   | Regio VI, Quirinal                        |                                            | Entre 306 et 303 av. J.-C.       |                                                          |        |
| Temple de Saturne Aedes Saturni                                         | Temple   | Regio VIII, Forum Romain                  | T. Larcius Flavus, Q. Cloelius Siculus     | 498 av. J.-C.                    |                                                          |        |
| Temple de Semo Sancus Dius Fidius                                       | Temple   | Regio VI, Quirinal                        |                                            | Avant 466 av. J.-C.              |                                                          |        |
| Temple de Spes                                                          | Temple   | Regio IX, Sud du Champ de Mars            | A. Atilius Calatinus                       | 258 av. J.-C.                    | Fait partie du Forum Holitorium                          |        |
| Temple de Véiovis Aedes Veiovis                                         | Temple   | Regio VIII, Capitole                      |                                            | 192 av. J.-C.                    |                                                          |        |
| Temple de Vénus et de Rome Templum Veneris et Romæ                      | Temple   | Regio IV, Velia                           | Hadrien                                    | 121 ap. J.-C.                    |                                                          |        |
| Temple de Vénus Genitrix Templum Veneris et Romæ                        | Temple   | Regio VIII, Forums impériaux              | Jules César                                | 46 av. J.-C.                     |                                                          |        |
| Temple de Vespasien Templum Divus Vespasianus                           | Temple   | Regio VIII, Forum Romain                  | Titus, Domitien                            | 87 ap. J.-C.                     | Autre nom : Templum Vespasiani et Titi                   |        |
| Temple de Vesta Aedes Vestae                                            | Temple   | Regio VIII, Forum Romain                  | Numa Pompilius                             | VIIe siècle av. J.-C.            |                                                          |        |
| Temple du Vieux Capitole Capitolium Vetus                               | Temple   | Regio VI, Quirinal                        |                                            | Avant le VIe siècle av. J.-C.    |                                                          |        |
| Temple des Dioscures                                                    | Temple   | Regio VIII, Forum Romain                  | Sénat romain, A. Postumius Albus           | Après 496 av. J.-C.              |                                                          |        |
| Temple des Lares Permarini Aedes Larii Permarini                        | Temple   | Regio IX, Champ de Mars                   | L. Aemilius Regillus                       | 190 av. J.-C.                    | Fait partie de l'Aire sacrée du Largo di Torre Argentina |        |
| Tetrastylum                                                             | Autel    | Regio X, Palatin                          | Romulus                                    | VIIIe siècle av. J.-C.           | Fait partie de l'Area Apollinis                          |        |
| Théâtre de Balbus                                                       | Théâtre  | Regio IX, Champ de Mars                   | L. Cornelius Balbus                        | 13 av. J.-C.                     |                                                          |        |
| Théâtre de Marcellus                                                    | Théâtre  | Regio IX, Vélabre                         | Jules César, Auguste                       | Entre 43 et 11 av. J.-C.         |                                                          |        |
| Théâtre de Pompée et temple de Vénus victrix                            | Théâtre  | Regio IX, Champ de Mars                   | Pompée                                     | De 61 et 55 av. J.-C.            |                                                          |        |
| Thermes d'Agrippa                                                       | Thermes  | Regio IX, Champ de Mars                   | Agrippa                                    | Entre 25 et 19 av. J.-C.         |                                                          |        |
| Thermes de Caracalla Thermae Antoninianae                               | Thermes  | Regio XII, Plaine sub-aventine            | Septime Sévère, Caracalla                  | 216 ap. J.-C.                    |                                                          |        |
| Thermes de Commode                                                      | Thermes  |                                           | Commode                                    | 180 ap. J.-C.                    |                                                          |        |
| Thermes de Constantin                                                   | Thermes  | Regio VI,                                 | Constantin                                 | 326 ap. J.-C.                    |                                                          |        |
| Thermes de Decius                                                       | Thermes  | Regio XIII,                               |                                            | 303 ap. J.-C.                    |                                                          |        |
| Thermes de Dioclétien                                                   | Thermes  | Regio VI, Viminal                         | Maximien Hercule                           | De 298 à 306 ap. J.-C.           |                                                          |        |
| Thermes de Néron Thermæ Neronianae                                      | Thermes  | Regio IX, Champ de Mars                   | Néron, Sévère Alexandre                    | 62 puis 227 ap. J.-C.            | Autre nom : Thermae Alexandrinae                         |        |
| Thermes de Titus Thermæ Titianæ                                         | Thermes  | Regio III, Oppius                         | Titus                                      | 81 ap. J.-C.                     |                                                          |        |
| Thermes de Trajan Thermae Traiani                                       | Thermes  | Regio III, Oppius                         | Trajan                                     | Entre 104 et 109 ap. J.-C.       | Autre nom : Thermae Traianae                             |        |
| Tombe de Cæcilia Metella                                                | Mausolée |                                           |                                            | Fin du Ier siècle av. J.-C.      |                                                          |        |
| Tombeau d'Eurysacès                                                     | Mausolée | Regio V, Porte Majeure                    |                                            | Vers 30 av. J.-C.                |                                                          |        |
| Tombeau des Scipions Sepulcrum Scipionum                                | Mausolée | Regio I, Plaine sub-aventine, Via Appia   | L. Cornelius Scipio                        | Début du IIIe siècle av. J.-C.   | Autre nom : Hypogée des Scipions                         |        |
| Tribunal Aurelium                                                       | Tribunal | Regio VIII, Forum Romain                  | C. Aurelius Cotta                          | 80 av. J.-C.                     |                                                          |        |

### U
| Nom                         | Type  | Région               | Ordonné par | Dates                      | Commentaires | Images |
| --------------------------- | ----- | -------------------- | ----------- | -------------------------- | ------------ | ------ |
| Université de Rome Athenæum | École | Regio VIII, Capitole | Hadrien     | Entre 133 et 135 ap. J.-C. |              |        |

### V
| Nom                                                 | Type            | Région                   | Ordonné par                                                     | Dates                  | Commentaires                                                               | Images |
| --------------------------------------------------- | --------------- | ------------------------ | --------------------------------------------------------------- | ---------------------- | -------------------------------------------------------------------------- | ------ |
| Villa Livia et Nymphée souterrain Ad Gallinas Albas | Domus           |                          | Gens Claudia                                                    | Ier siècle av. J.-C.   | La villa se situe dans l'actuel Municipio XX, dans la zona de Prima Porta. |        |
| Villa des Quintili                                  | Domus           |                          | Sextus Quintilius Condianus, Sextus Quintilius Valerius Maximus | Vers 150 ap. J.-C.     |                                                                            |        |
| Volcanal Area Volcani                               | Aire sacrée     | Regio VIII, Forum Romain |                                                                 | VIIIe siècle av. J.-C. |                                                                            |        |
| Voûte de Caius et Lucius                            | Arc de triomphe | Regio VIII, Forum Romain | Auguste                                                         | 19 av. J.-C.           |                                                                            |        |

## Plans de la Rome antique

### Plan général
| Ct Am F Ct T F Th D A Pn Po Pn F T F Ar Am A Au B Ca C Co F J |

| Légende | Éléments cliquables |
| --- | --- |
| Rouge : délimitation et numérotation des quatorze régions augustéennes. Bleu : étendue d'eau, fleuve, naumachies, bassins et citernes. Bleu pointillé : tracé des aqueducs. Violet : tracé des canaux d'évacuation des eaux de pluies et eaux usées. Noir pointillé : tracé de la muraille servienne. Noir : tracé des murs d'Aurélien. Gris foncé : plan au sol des principaux monuments. Vert: délimitation des principaux jardins d'époques républicaine et augustéenne. Vert pâle : délimitation des principaux jardins d'époque impériale. Beige pâle : Campus. Gris pâle : Relief et courbes de niveau. Passer la souris sur les éléments cliquables pour afficher le nom du monument. | \| A : Arc de triomphe Am : Amphithéâtre Ar : Aire sacrée Au : Autel B : Basilique C : Cirque Ca : Casernes Co : Colonne Ct : Complexe thermal D : Domus \| F : Forum J : Jardin L : Ludus M : Mausolée N : Naumachie P : Portique Pn : Pont Po : Porte S : Sanctuaire T : Temple Th : Théâtre \| |
| A : Arc de triomphe Am : Amphithéâtre Ar : Aire sacrée Au : Autel B : Basilique C : Cirque Ca : Casernes Co : Colonne Ct : Complexe thermal D : Domus | F : Forum J : Jardin L : Ludus M : Mausolée N : Naumachie P : Portique Pn : Pont Po : Porte S : Sanctuaire T : Temple Th : Théâtre |

| A : Arc de triomphe Am : Amphithéâtre Ar : Aire sacrée Au : Autel B : Basilique C : Cirque Ca : Casernes Co : Colonne Ct : Complexe thermal D : Domus | F : Forum J : Jardin L : Ludus M : Mausolée N : Naumachie P : Portique Pn : Pont Po : Porte S : Sanctuaire T : Temple Th : Théâtre |

### Plans détaillés

#### Le Forum
| Vicus · Iugarius Vicus · Tuscus Sacra · Via Rostres Graecostasis Comitium Lacus · Servilius Vélabre Subure Arc de · Fabius Puteal · Libonis Tribunal · Aurelium Basilique · Sempronia Tabularium Temple de · la Concorde Temple de · Castor Fontaine de Juturne Temple de · Vesta Regia Basilique · Fulvia puis Æmilia Sanctuaire de Vénus Cloacina Lacus Curtius Temple de · Saturne Curie · Hostilia Basilique · Porcia Tullianum Senaculum Autel de · Saturne Mundus Volcanal Basilique · Opimia |

| Clivus · Capitolinus Vicus · Tuscus Sacra · Via Vélabre Forums · impériaux Basilique · Julia Temple de · Castor Fontaine de Juturne Temple de · Vesta Regia Basilique · Æmilia Sanctuaire de Vénus Cloacina Lacus Curtius Temple · de César Temple · d'Antonin · et Faustine Arc · d'Auguste Curie · Julia Temple de · Saturne Tabularium Carcer Temple de · la Concorde Temple de · Vespasien Portique des · Dieux · Conseillers Rostres Arc de · Septime Sévère Umbilicus Urbis Rostres · de César Lapis niger Milliaire d'or Arc de · Tibère |

#### LeComitium
| Plan du Comitium républicain (avant César) |
| --- |
| \| Curia · Iulia Aedes · Concordiae Ara · Saturni Mundus Senaculum Rostra · Vetera Lapis · Niger Basilica · Porcia Basilica · Opimia Curia · Hostilia Carcer Graecostasis Columna · Maenia Area · Volcani \| |
| En pointillé, le tracé du Comitium archaïque. En gris foncé, la silhouette de la Curia Iulia indiquée pour information.                                                                                      |
| Curia · Iulia Aedes · Concordiae Ara · Saturni Mundus Senaculum Rostra · Vetera Lapis · Niger Basilica · Porcia Basilica · Opimia Curia · Hostilia Carcer Graecostasis Columna · Maenia Area · Volcani       |

#### Le Capitole
| Plan intemporel du Capitole antique |
| --- |
| \| Aire · Capitoline Arx Forum · Romanum Forums · impériaux Vélabre Temple de · Jupiter · capitolin Tabularium Temple de · Junon · Moneta Théâtre de · Marcellus Forum · Holitorium Temple de · Bellone Temple de · Jupiter Férétrien Temple de · Véiovis Auguraculum Iseum Temple de · Jupiter Custos (?) Temple de la · Concorde (?) Temple de · Jupiter Conservator Casa Romuli Autel Tensarum Temple de · Jupiter · Tonnant Clivus · Capitolinus Centus · Gradus Porta Pandana Temple de · Janus Temple de · Junon Sospita Temple de · Spes Temple · d'Auguste Asylum Inter duos lucos Vicus · Iugarius Champ · de Mars Portique · des Dieux · Conseillers Temple de · Vespasien Temple de la · Concorde Tullianum Clivus · Argentarius Temple de · Vénus · Érycine Temple de · Mens (?) Temple de · Fides (?) Temple · d'Ops (?) Arc · de · Scipion Temple de · Saturne Basilique · Julia T. de Vénus · Victrix (?) T. du · Genius publicus · populi Romani (?) T. de Fausta · Felicitas (?) \| |
| Aire · Capitoline Arx Forum · Romanum Forums · impériaux Vélabre Temple de · Jupiter · capitolin Tabularium Temple de · Junon · Moneta Théâtre de · Marcellus Forum · Holitorium Temple de · Bellone Temple de · Jupiter Férétrien Temple de · Véiovis Auguraculum Iseum Temple de · Jupiter Custos (?) Temple de la · Concorde (?) Temple de · Jupiter Conservator Casa Romuli Autel Tensarum Temple de · Jupiter · Tonnant Clivus · Capitolinus Centus · Gradus Porta Pandana Temple de · Janus Temple de · Junon Sospita Temple de · Spes Temple · d'Auguste Asylum Inter duos lucos Vicus · Iugarius Champ · de Mars Portique · des Dieux · Conseillers Temple de · Vespasien Temple de la · Concorde Tullianum Clivus · Argentarius Temple de · Vénus · Érycine Temple de · Mens (?) Temple de · Fides (?) Temple · d'Ops (?) Arc · de · Scipion Temple de · Saturne Basilique · Julia T. de Vénus · Victrix (?) T. du · Genius publicus · populi Romani (?) T. de Fausta · Felicitas (?)       |

#### Les forums impériaux
| Plan des forums impériaux |
| --- |
| \| Porticus · Curva Porticus Purpuretica Secretarium · Senatus Forma Urbis Temple de la · Ville Sacrée Bibliothèque Vicus Cuprius Arc de · Trajan Arc de · Drusus Arc de · Germanicus Porticus · Absidata Quadrige Statue équestre Forum de Trajan Marchés de Trajan Bibliothèque Colonne · trajane Basilique · Ulpia Basilique · Argentaria Temple · de Mars · vengeur Temple de · Minerve Temple · de la Paix Forum de César Temple de · Vénus · Genitrix Atrium · Libertatis Statue équestre Forum Romanum Curie · Julia Basilique · Aemilia Subure Argilète Forum · de Nerva Forum · d'Auguste Forum · de la Paix \| |
| Porticus · Curva Porticus Purpuretica Secretarium · Senatus Forma Urbis Temple de la · Ville Sacrée Bibliothèque Vicus Cuprius Arc de · Trajan Arc de · Drusus Arc de · Germanicus Porticus · Absidata Quadrige Statue équestre Forum de Trajan Marchés de Trajan Bibliothèque Colonne · trajane Basilique · Ulpia Basilique · Argentaria Temple · de Mars · vengeur Temple de · Minerve Temple · de la Paix Forum de César Temple de · Vénus · Genitrix Atrium · Libertatis Statue équestre Forum Romanum Curie · Julia Basilique · Aemilia Subure Argilète Forum · de Nerva Forum · d'Auguste Forum · de la Paix       |

#### La région duCircus Flaminius
| Plan intemporel du Champ de Mars méridional |
| --- |
| \| Tibre Navalia Cirque Flaminius Théâtre de · Marcellus T. de · Diane T. de la · Piété T. de Janus T. de Junon T. de Spes Temple de · Bellone Temple · d'Apollon · Sosianus Temple de · Jupiter · Stator Temple de · Junon · Regina Portique d'Octavie Portique · de · Philippe T. d'Hercule Portique · d'Octavius Théâtre · de Balbus Crypta · Balbi Portique · de Minucius T. des · Nymphes Diribitorium T. de Juturne T. de la Fortune T. de · Feronia T. des · Lares · Permarini Curie de · Pompée Portique de · Pompée Théâtre de · Pompée Temple de · Vénus Victrix Temple de · Mars Sanctuaire · d'Hercules · Magnus Custos Temple de · Castor et Pollux Pont · Fabricius Île Tibérine Porticus · Maximae T. de · Neptune Divorum Villa Publica Hecatostylum T. de la · Fortune · équestre Amphithéâtre de · Statilius Taurus · (?) \| |
| Tibre Navalia Cirque Flaminius Théâtre de · Marcellus T. de · Diane T. de la · Piété T. de Janus T. de Junon T. de Spes Temple de · Bellone Temple · d'Apollon · Sosianus Temple de · Jupiter · Stator Temple de · Junon · Regina Portique d'Octavie Portique · de · Philippe T. d'Hercule Portique · d'Octavius Théâtre · de Balbus Crypta · Balbi Portique · de Minucius T. des · Nymphes Diribitorium T. de Juturne T. de la Fortune T. de · Feronia T. des · Lares · Permarini Curie de · Pompée Portique de · Pompée Théâtre de · Pompée Temple de · Vénus Victrix Temple de · Mars Sanctuaire · d'Hercules · Magnus Custos Temple de · Castor et Pollux Pont · Fabricius Île Tibérine Porticus · Maximae T. de · Neptune Divorum Villa Publica Hecatostylum T. de la · Fortune · équestre Amphithéâtre de · Statilius Taurus · (?)       |

#### Le Champ de Mars central
| Plan intemporel du Champ de Mars central |
| --- |
| \| Thermes · de Néron Stade de · Domitien Panthéon Basilique · de Neptune Thermes · d'Agrippa Stagnum · Agrippae Odéon de · Domitien Insulae · d'époque · hadrianique Entrepôts · ? Entrepôts · ? Entrepôts · ? Saepta · Iulia Diribitorium Divorum Aqua · Virgo Arc de · Claude Portique · Vipsania Caserne de · la Ire cohorte · des vigiles Iseum Temple de · Minerve · chalcidique Autel · de Mars Via · Flaminia Via · Flaminia Temple · d'Hadrien Temple de · Matidia Théâtre de · Pompée Temples du · Largo Argentina Portique de · Minucius Colonne de · Marc-Aurèle Colonne · d'Antonin le Pieux Autel de Faustine · l'Ancienne Autel de Faustine · la Jeune Via Recta Portique et temple · de Bonus Eventus Portique de · Pompée Arc · Nouveau Portique de · Méléagre Portique des · Argonautes Piazza · della · Rotonda Villa · Publica \| |
| Thermes · de Néron Stade de · Domitien Panthéon Basilique · de Neptune Thermes · d'Agrippa Stagnum · Agrippae Odéon de · Domitien Insulae · d'époque · hadrianique Entrepôts · ? Entrepôts · ? Entrepôts · ? Saepta · Iulia Diribitorium Divorum Aqua · Virgo Arc de · Claude Portique · Vipsania Caserne de · la Ire cohorte · des vigiles Iseum Temple de · Minerve · chalcidique Autel · de Mars Via · Flaminia Via · Flaminia Temple · d'Hadrien Temple de · Matidia Théâtre de · Pompée Temples du · Largo Argentina Portique de · Minucius Colonne de · Marc-Aurèle Colonne · d'Antonin le Pieux Autel de Faustine · l'Ancienne Autel de Faustine · la Jeune Via Recta Portique et temple · de Bonus Eventus Portique de · Pompée Arc · Nouveau Portique de · Méléagre Portique des · Argonautes Piazza · della · Rotonda Villa · Publica       |